# Блудки
Блудки́ — опустевшая деревня в Сонковском районе Тверской области России. Входит в состав Григорковского сельского поселения.

## География
Находится в восточной части Тверской области, на расстоянии приблизительно 1 км на юг от районного центра, посёлка Сонково.

## История
Деревня была отмечена уже только на карте 1981 года.

## Население
Численность населения: 8 человек (все — русские) в 2002 году, 0 в 2010.